# Andreas Büsser
Andreas Büsser (né le 9 février 1963 à Uznach) est un coureur cycliste suisse. Spécialisé en cyclo-cross, il en a été champion du monde amateur en 1990.

## Palmarès
- 1980-1981
  - 2e du championnat de Suisse de cyclo-cross juniors[1]
  - 7e du championnat du monde de cyclo-cross juniors
- 1989-1990
  -  Champion du monde de cyclo-cross amateurs
- 1990-1991
  - 3e du championnat de Suisse de cyclo-cross amateurs[1]
- 1991-1992
  - 6e du championnat du monde de cyclo-cross amateurs
- 1992-1993
  - 3e du championnat de Suisse de cyclo-cross amateurs[1]